# Birgitta Lindqvist
Ingrid Birgitta Lindqvist, ogift Alvarsson, född 2 mars 1945 i Längbro församling i Örebro län, är en svensk författare. Lindqvist debutade 1986 med diktsamlingen Odelbarhet, och har senare utgivit flera böcker med lyrik, korta prosaberättelser, barn- och ungdomsböcker och ett par romaner, samt varit verksam som översättare. Hon gifte sig 1979 med författaren och journalisten Herman Lindqvist. Paret separerade 2014 och skildes senare. Tillsammans har de dottern Elin Lindqvist, som också är författare. 